# Liste der Monuments historiques in Saint-Menges
Die Liste der Monuments historiques in Saint-Menges führt die Monuments historiques in der französischen Gemeinde Saint-Menges auf.

## Liste der Objekte
| Bezeichnung    | Beschreibung                  | Standort                       | Kennzeichnung | Schutzstatus | Datum | Bild |
| -------------- | ----------------------------- | ------------------------------ | ------------- | ------------ | ----- | ---- |
| Taufbecken     | Marmor, 18. Jahrhundert       | in der Kirche St-Memmie (Lage) | PM08000931    | Inscrit      | 1975  |      |
| Zwei Kredenzen | Holz, Marmor, 18. Jahrhundert | in der Kirche St-Memmie (Lage) | PM08000476    | Classé       | 1971  |      |